# Recopa d'Europa d'hoquei sobre patins
La Recopa d'Europa d'hoquei sobre patins va ser una competició esportiva de clubs d'hoquei sobre patins europeus, creada la temporada 1976-77. De caràcter anual, va ser organitzada pel Comitè Europeu d'Hoquei sobre patins. Hi participaven els campions de Copa de cadascuna de les lligues europees. La competició es disputava en format d'eliminatòries a doble partit amb quarts de final, semifinal i final, guanyant l'equip amb més nombre de gols. El guanyador del torneig era declarat campió de la Recopa i tenia dret a participar en la Copa Continental de la següent temporada. L'estiu de 1996 es reestructuraen les competicions europees i es fusòna la Copa i la Recopa d'Europa per crear una nova competició, la Lliga de Campions de la CERH.
Van disputar-se vint edicions de la Recopa i els dominadors van ser l'Associação Desportiva de Oeiras (1977, 1978, 1979), guanyador de les tres primeres edicions, l'Sporting Club de Portugal (1981, 1985, 1991) i el Roller Monza (1989, 1992, 1995). Els clubs catalans que van guanyar la competició van ser el Reus Deportiu (1984), el Futbol Club Barcelona (1987) i el Club Esportiu Noia (1988), mentre que el Club Patí Voltregà, el Centre d'Esports Arenys de Munt i l'Hoquei Club Sentmenat disputaren la final.

## Historial
| En negreta = Equip guanyador (1) = Nombre de títols 1-1 = Marcador campió-subcampió (prò.) = Pròrroga (p.) = Penals Nota: Noms dels equips segons l'època |

| Edició | Temporada | Campió             | Resultat            | Subcampió         | Seu                                                 | refs  |
| ------ | --------- | ------------------ | ------------------- | ----------------- | --------------------------------------------------- | ----- |
| I      | 1976-77   | AD Oeiras (1)      | 4-2 / 4-2 (3-2, p.) | CE Arenys de Munt | Arenys de Munt (anada) / Oeiras (tornada)           |       |
| II     | 1977-78   | AD Oeiras (2)      | 3-2 / 3-3           | CP Voltregà       | Oeiras (anada) / Sant Hipòlit de Voltregà (tornada) |       |
| III    | 1978-79   | AD Oeiras (3)      | 10-1 / 6-3          | CP Voltregà       | Oeiras (anada) / Sant Hipòlit de Voltregà (tornada) |       |
| IV     | 1979-80   | AFP Giovinazzo (1) | 11-4 / 14-4         | HC Sentmenat      | Sentmenat (anada) / Giovinazzo (tornada)            | [ 2 ] |
| V      | 1980-81   | Sporting CP (1)    | 4-1 / 5-2 (2-0, p.) | Cibeles Oviedo    | Oviedo (anada) / Lisboa (tornada)                   |       |
| VI     | 1981-82   | FC Porto (1)       | 13-4 / 8-7          | Sporting CP       | Porto (anada) / Lisboa (tornada)                    |       |
| VII    | 1982-83   | FC Porto (2)       | 2-2 / 5-6           | SL Benfica        | Porto (anada) / Lisboa (tornada)                    |       |
| VIII   | 1983-84   | Reus Deportiu (1)  | 6-4 / 4-5           | SL Benfica        | Reus (anada) / Lisboa (tornada)                     |       |
| IX     | 1984-85   | Sporting CP (2)    | 1-1 / 8-4           | RESG Walsum       | Duisburg (anada) / Lisboa (tornada)                 |       |
| X      | 1985-86   | AD Sanjoanense (1) | 3-3 / 9-6           | Sporting CP       | Lisboa (anada) / São João da Madeira (tornada)      |       |
| XI     | 1986-87   | FC Barcelona (1)   | 4-3 / 5-3           | Hockey Novara     |                                                     |       |
| XII    | 1987-88   | AA Noia (1)        | 11-5 / 8-4          | Amatori Lodi      |                                                     | [ 3 ] |
| XIII   | 1988-89   | Roller Monza (1)   | 7-3 / 6-3           | FC Porto          |                                                     |       |
| XIV    | 1989-90   | HC Liceo (1)       | 2-9 / 22-1          | RH Rolta Louvain  |                                                     |       |
| XV     | 1990-91   | Sporting CP (3)    | 6-7 / 5-2           | Hockey Novara     |                                                     |       |
| XVI    | 1991-92   | Roller Monza (2)   | 3-3 / 6-5           | CP Voltregà       |                                                     | [ 4 ] |
| XVII   | 1992-93   | OC Barcelos (1)    | 0-8 / 6-3           | SC Thunerstern    |                                                     |       |
| XVIII  | 1993-94   | Amatori Lodi (1)   | 3-4 / 6-2           | CP Voltregà       |                                                     | [ 5 ] |
| XIX    | 1994-95   | Roller Monza (3)   | 6-1 / 3-4           | Amatori Lodi      |                                                     |       |
| XX     | 1995-96   | HC Liceo (2)       | 5-2 / 5-2 (2-1, p.) | Amatori Lodi      |                                                     |       |

## Palmarès
| Equip                             | Campió | Subcampió | Finals | Anys campió               | Anys subcampió                     |
| --------------------------------- | ------ | --------- | ------ | ------------------------- | ---------------------------------- |
| Sporting Clube de Portugal        | 3      | 2         | 5      | 1980-81, 1984-85, 1990-91 | 1981-82, 1985-86                   |
| Associação Desportiva de Oeiras   | 3      | 0         | 3      | 1976-77, 1977-78, 1978-79 | —                                  |
| Roller Monza                      | 3      | 0         | 3      | 1988-89, 1991-92, 1994-95 | —                                  |
| Futebol Clube do Porto            | 2      | 1         | 3      | 1981-82, 1982-83          | 1988-89                            |
| Hockey Club Liceo                 | 2      | 0         | 2      | 1989-90, 1995-96          | —                                  |
| Amatori Lodi                      | 1      | 3         | 4      | 1993-94                   | 1987-88, 1994-95, 1995-96          |
| AFP Giovinazzo                    | 1      | 0         | 1      | 1979-80                   | —                                  |
| Reus Deportiu                     | 1      | 0         | 1      | 1983-84                   | —                                  |
| Associação Desportiva Sanjoanense | 1      | 0         | 1      | 1985-86                   | —                                  |
| Futbol Club Barcelona             | 1      | 0         | 1      | 1986-87                   | —                                  |
| Club Esportiu Noia                | 1      | 0         | 1      | 1987-88                   | —                                  |
| Óquei Clube de Barcelos           | 1      | 0         | 1      | 1992-93                   | —                                  |
| Club Patí Voltregà                | 0      | 4         | 4      | —                         | 1977-78, 1978-79, 1991-92, 1993-94 |
| Sport Lisboa e Benfica            | 0      | 2         | 2      | —                         | 1982-83, 1983-84                   |
| Hockey Novara                     | 0      | 2         | 2      | —                         | 1986-87, 1990-91                   |
| CE Arenys de Munt                 | 0      | 1         | 1      | —                         | 1976-77                            |
| Hoquei Club Sentmenat             | 0      | 1         | 1      | —                         | 1979-80                            |
| Club Patín Cibeles                | 0      | 1         | 1      | —                         | 1980-81                            |
| RESG Walsum                       | 0      | 1         | 1      | —                         | 1984-85                            |
| RH Rolta Louvain                  | 0      | 1         | 1      | —                         | 1989-90                            |
| Sport Club Thunerstern            | 0      | 1         | 1      | —                         | 1992-93                            |